# Brooklyn Nets 2018-2019
La stagione 2018-2019 dei Brooklyn Nets è stata la 52ª stagione della franchigia nella NBA.

## Draft
| Giro | Scelta | Giocatore      | Ruolo | Nazionalità          | Università/Squadra |
| ---- | ------ | -------------- | ----- | -------------------- | ------------------ |
| 1    | 29     | Džanan Musa    | AP    | Bosnia ed Erzegovina | Cedevita Junior    |
| 2    | 40     | Rodions Kurucs | AP    | Lettonia             | Barcellona         |

## Roster
| \| Pos. \| Num. \| Naz. \| Nome \| Altezza \| Peso \| Data nascita \| Provenienza \| \| ---- \| ---- \| ---- \| ------------------------ \| ------- \| ------ \| ------------ \| --------------------- \| \| AP \| 00 \| \| Kurucs, Rodions \| 206 cm \| 95 kg \| 05-02-1998 \| Lettonia \| \| G \| 0 \| \| McCall, Tahjere \| 196 cm \| 86 kg \| 17-08-1994 \| Tennessee State \| \| P \| 1 \| \| Russell, D'Angelo (C) \| 196 cm \| 88 kg \| 23-02-1996 \| Ohio State \| \| G/AP \| 6 \| \| Dudley, Jared \| 201 cm \| 108 kg \| 10-07-1985 \| Boston College \| \| P \| 8 \| \| Dinwiddie, Spencer \| 198 cm \| 91 kg \| 06-04-1993 \| Colorado \| \| AP \| 9 \| \| Carroll, DeMarre \| 203 cm \| 98 kg \| 27-07-1986 \| Missouri \| \| G \| 10 \| \| Pinson, Theo (TW) \| 198 cm \| 99 kg \| 05-11-1995 \| North Carolina \| \| G \| 12 \| \| Harris, Joe \| 198 cm \| 99 kg \| 07-09-1991 \| Virginia \| \| G \| 13 \| \| Napier, Shabazz \| 185 cm \| 82 kg \| 14-07-1991 \| Connecticut \| \| C \| 15 \| \| Williams, Alan (TW) \| 203 cm \| 120 kg \| 28-01-1993 \| UC Santa Barbara \| \| C \| 17 \| \| Davis, Ed \| 208 cm \| 102 kg \| 05-06-1989 \| North Carolina \| \| G/AP \| 21 \| \| Graham, Treveon \| 196 cm \| 102 kg \| 28-10-1993 \| Virginia Commonwealth \| \| G/AP \| 22 \| \| LeVert, Caris \| 201 cm \| 92 kg \| 25-08-1994 \| Michigan \| \| A \| 24 \| \| Hollis-Jefferson, Rondae \| 201 cm \| 97 kg \| 03-01-1995 \| Arizona \| \| AP \| 30 \| \| Musa, Džanan \| 206 cm \| 94 kg \| 08-05-1999 \| Bosnia & Herzegovina \| \| C \| 31 \| \| Allen, Jarrett \| 211 cm \| 106 kg \| 21-04-1998 \| Texas \| \| G/AP \| 33 \| \| Crabbe, Allen \| 198 cm \| 98 kg \| 09-04-1992 \| UC Berkeley \| \| AG \| 35 \| \| Faried, Kenneth \| 203 cm \| 100 kg \| 19-11-1989 \| Morehead State \| | Allenatore - Kenny Atkinson Assistente/i - Bret Brielmaier - Chris Fleming - Pablo Prigioni - Jacque Vaughn - Travon Bryant - Adam Harrington - Jordan Ott Legenda - (C) Capitano - (FA) Free agent - (S) Sospeso - (TW) Contratto Two-way - (GL) Assegnato a squadra G League affiliata - Infortunato Roster • Transazioni · Ultima transazione: 11 aprile 2019 |                                 |                          |         |        |              |                       |
| Pos. | Num. | Naz.                            | Nome                     | Altezza | Peso   | Data nascita | Provenienza           |
| AP | 00 | Lettonia (bandiera)             | Kurucs, Rodions          | 206 cm  | 95 kg  | 05-02-1998   | Lettonia              |
| G | 0 | Stati Uniti (bandiera)          | McCall, Tahjere          | 196 cm  | 86 kg  | 17-08-1994   | Tennessee State       |
| P | 1 | Stati Uniti (bandiera)          | Russell, D'Angelo (C)    | 196 cm  | 88 kg  | 23-02-1996   | Ohio State            |
| G/AP | 6 | Stati Uniti (bandiera)          | Dudley, Jared            | 201 cm  | 108 kg | 10-07-1985   | Boston College        |
| P | 8 | Stati Uniti (bandiera)          | Dinwiddie, Spencer       | 198 cm  | 91 kg  | 06-04-1993   | Colorado              |
| AP | 9 | Stati Uniti (bandiera)          | Carroll, DeMarre         | 203 cm  | 98 kg  | 27-07-1986   | Missouri              |
| G | 10 | Stati Uniti (bandiera)          | Pinson, Theo (TW)        | 198 cm  | 99 kg  | 05-11-1995   | North Carolina        |
| G | 12 | Stati Uniti (bandiera)          | Harris, Joe              | 198 cm  | 99 kg  | 07-09-1991   | Virginia              |
| G | 13 | Stati Uniti (bandiera)          | Napier, Shabazz          | 185 cm  | 82 kg  | 14-07-1991   | Connecticut           |
| C | 15 | Stati Uniti (bandiera)          | Williams, Alan (TW)      | 203 cm  | 120 kg | 28-01-1993   | UC Santa Barbara      |
| C | 17 | Stati Uniti (bandiera)          | Davis, Ed                | 208 cm  | 102 kg | 05-06-1989   | North Carolina        |
| G/AP | 21 | Stati Uniti (bandiera)          | Graham, Treveon          | 196 cm  | 102 kg | 28-10-1993   | Virginia Commonwealth |
| G/AP | 22 | Stati Uniti (bandiera)          | LeVert, Caris            | 201 cm  | 92 kg  | 25-08-1994   | Michigan              |
| A | 24 | Stati Uniti (bandiera)          | Hollis-Jefferson, Rondae | 201 cm  | 97 kg  | 03-01-1995   | Arizona               |
| AP | 30 | Bosnia ed Erzegovina (bandiera) | Musa, Džanan             | 206 cm  | 94 kg  | 08-05-1999   | Bosnia & Herzegovina  |
| C | 31 | Stati Uniti (bandiera)          | Allen, Jarrett           | 211 cm  | 106 kg | 21-04-1998   | Texas                 |
| G/AP | 33 | Stati Uniti (bandiera)          | Crabbe, Allen            | 198 cm  | 98 kg  | 09-04-1992   | UC Berkeley           |
| AG | 35 | Stati Uniti (bandiera)          | Faried, Kenneth          | 203 cm  | 100 kg | 19-11-1989   | Morehead State        |

## Classifiche

### Division
| Atlantic Division      | Atlantic Division | Atlantic Division | Atlantic Division | Atlantic Division | Atlantic Division | Atlantic Division | Atlantic Division | Atlantic Division |
| Squadra                | V                 | S                 | V%                | PR                | Casa              | Trasf             | Div               | PG                |
| ---------------------- | ----------------- | ----------------- | ----------------- | ----------------- | ----------------- | ----------------- | ----------------- | ----------------- |
| y – Toronto Raptors    | 58                | 24                | .707              | 2,0               | 32–9              | 26–15             | 12–4              | 82                |
| x – Philadelphia 76ers | 51                | 31                | .622              | 9,0               | 31–10             | 20–21             | 8–8               | 82                |
| x – Boston Celtics     | 49                | 33                | .598              | 11,0              | 28–13             | 21–20             | 10–6              | 82                |
| x – Brooklyn Nets      | 42                | 40                | .512              | 18,0              | 23–18             | 19–22             | 8–8               | 82                |
| N.Y. Knicks            | 17                | 65                | .207              | 43,0              | 9–32              | 8–33              | 2–14              | 82                |

### Conference
| Eastern Conference | Eastern Conference     | Eastern Conference | Eastern Conference | Eastern Conference | Eastern Conference | Eastern Conference |
| #                  | Squadra                | V                  | S                  | V%                 | PR                 | PG                 |
| ------------------ | ---------------------- | ------------------ | ------------------ | ------------------ | ------------------ | ------------------ |
| 1                  | z – Milwaukee Bucks    | 60                 | 22                 | .732               | –                  | 82                 |
| 2                  | y – Toronto Raptors    | 58                 | 24                 | .707               | 2,0                | 82                 |
| 3                  | x – Philadelphia 76ers | 51                 | 31                 | .622               | 9,0                | 82                 |
| 4                  | x – Boston Celtics     | 49                 | 33                 | .598               | 11,0               | 82                 |
| 5                  | x – Indiana Pacers     | 48                 | 34                 | .585               | 12,0               | 82                 |
| 6                  | x – Brooklyn Nets      | 42                 | 40                 | .512               | 18,0               | 82                 |
| 7                  | y – Orlando Magic      | 42                 | 40                 | .512               | 18,0               | 82                 |
| 8                  | x – Detroit Pistons    | 41                 | 41                 | .500               | 19,0               | 82                 |
|                    |                        |                    |                    |                    |                    |                    |
| 9                  | Charlotte Hornets      | 39                 | 43                 | .476               | 21,0               | 82                 |
| 10                 | Miami Heat             | 39                 | 43                 | .476               | 21,0               | 82                 |
| 11                 | Wash. Wizards          | 32                 | 50                 | .390               | 28,0               | 82                 |
| 12                 | Atlanta Hawks          | 29                 | 53                 | .354               | 31,0               | 82                 |
| 13                 | Chicago Bulls          | 22                 | 60                 | .268               | 38,0               | 82                 |
| 14                 | Cleveland Cavaliers    | 19                 | 63                 | .232               | 41,0               | 82                 |
| 15                 | N.Y. Knicks            | 17                 | 65                 | .207               | 43,0               | 82                 |

## Mercato

### Free Agency
Rinnovi
| Data           | Giocatore  |
| -------------- | ---------- |
| 24 luglio 2018 | Joe Harris |

#### Acquisti
| Data              | Giocatore      | Provenienza         |
| ----------------- | -------------- | ------------------- |
| 17 luglio 2018    | Shabazz Napier | Portland T. Blazers |
| 23 luglio 2018    | Ed Davis       | Portland T. Blazers |
| 30 luglio 2018    | Treveon Graham | Charlotte Hornets   |
| 6 agosto 2018     | Theo Pinson    | N. Carol. Tar Heels |
| 19 settembre 2018 | Alan Williams  | Phoenix Suns        |

#### Cessioni
| Data           | Giocatore        | Destinazione        |
| -------------- | ---------------- | ------------------- |
| 5 luglio 2018  | Nik Stauskas     | Portland T. Blazers |
| 12 luglio 2018 | Dwight Howard    | Wash. Wizards       |
| 20 luglio 2018 | Dante Cunningham | San Antonio Spurs   |
| 6 agosto 2018  | Jahlil Okafor    | N.O. Pelicans       |

### Scambi
| 6 luglio 2018   | Brooklyn Nets Dwight Howard                                                                                   | Charlotte Hornets Timofey Mozgov Hamidou Diallo Scelta 2º giro Draft 2021 Cash considerations |
| 13 luglio 2018  | Brooklyn Nets Isaïa CordinierScelta 2º giro Draft 2020                                                        | Atlanta Hawks Jeremy LinScelta 2º giro Draft 2025Diritto scambio scelta 2º giro Draft 2023    |
| 13 luglio 2018  | Brooklyn Nets Kenneth Faried Darrell ArthurScelta 1º giro Draft 2019Diritto scambio scelta 2º giro Draft 2020 | Denver Nuggets Isaiah Whitehead                                                               |
| 20 luglio 2018  | Brooklyn Nets Jared DudleyScelta 2º giro Draft 2021                                                           | Phoenix Suns Darrell Arthur                                                                   |
| 7 febbraio 2019 | Brooklyn Nets Greg MonroeScelta 2º giro Draft 2021                                                            | Toronto Raptors Cash considerations                                                           |

## Calendario e risultati

### Preseason
| Preseason 2018                                    | Preseason 2018                                    | Preseason 2018                                    | Preseason 2018                                    | Preseason 2018                                    | Preseason 2018                                    | Preseason 2018                                    | Preseason 2018                                    | Preseason 2018                                    |
| Record preseason: 2-2 (Casa: 0-1; Trasferta: 2-1) | Record preseason: 2-2 (Casa: 0-1; Trasferta: 2-1) | Record preseason: 2-2 (Casa: 0-1; Trasferta: 2-1) | Record preseason: 2-2 (Casa: 0-1; Trasferta: 2-1) | Record preseason: 2-2 (Casa: 0-1; Trasferta: 2-1) | Record preseason: 2-2 (Casa: 0-1; Trasferta: 2-1) | Record preseason: 2-2 (Casa: 0-1; Trasferta: 2-1) | Record preseason: 2-2 (Casa: 0-1; Trasferta: 2-1) | Record preseason: 2-2 (Casa: 0-1; Trasferta: 2-1) |
| Partita                                           | Data                                              | Avversario                                        | Punteggio                                         | Più punti                                         | Più rimbalzi                                      | Più assist                                        | Stadio e spettatori                               | Record                                            |
| ------------------------------------------------- | ------------------------------------------------- | ------------------------------------------------- | ------------------------------------------------- | ------------------------------------------------- | ------------------------------------------------- | ------------------------------------------------- | ------------------------------------------------- | ------------------------------------------------- |
| 1                                                 | 03.10.2018                                        | N.Y. Knicks                                       | P 102-107                                         | LeVert (15)                                       | Graham (9)                                        | Dinwiddie (6)                                     | Barclays Center (12.424)                          | 0-1                                               |
| 2                                                 | 8.10.2018                                         | @ Detroit Pistons                                 | V 110-108 (OT)                                    | Russell (25)                                      | Davis (10)                                        | LeVert (8)                                        | Little Caesars Arena (7.691)                      | 1-1                                               |
| 3                                                 | 10.10.2018                                        | @ Toronto Raptors                                 | P 91-118                                          | Allen (24)                                        | Dinwiddie (7)                                     | Dinwiddie (8)                                     | Bell Centre                                       | 1-2                                               |
| 4                                                 | 12.10.2018                                        | @ N.Y. Knicks                                     | V 113-107                                         | Dinwiddie (19)                                    | Davis (8)                                         | Russell (8)                                       | Madison Square Garden (19.812)                    | 2-2                                               |

### Regular season

#### Ottobre
| Ottobre 2018                                    | Ottobre 2018                                    | Ottobre 2018                                    | Ottobre 2018                                    | Ottobre 2018                                    | Ottobre 2018                                    | Ottobre 2018                                    | Ottobre 2018                                    | Ottobre 2018                                    |
| Record ottobre: 3-5 (Casa: 2-1; Trasferta: 1-4) | Record ottobre: 3-5 (Casa: 2-1; Trasferta: 1-4) | Record ottobre: 3-5 (Casa: 2-1; Trasferta: 1-4) | Record ottobre: 3-5 (Casa: 2-1; Trasferta: 1-4) | Record ottobre: 3-5 (Casa: 2-1; Trasferta: 1-4) | Record ottobre: 3-5 (Casa: 2-1; Trasferta: 1-4) | Record ottobre: 3-5 (Casa: 2-1; Trasferta: 1-4) | Record ottobre: 3-5 (Casa: 2-1; Trasferta: 1-4) | Record ottobre: 3-5 (Casa: 2-1; Trasferta: 1-4) |
| Partita                                         | Data                                            | Avversario                                      | Punteggio                                       | Più punti                                       | Più rimbalzi                                    | Più assist                                      | Spettatori                                      | Record                                          |
| ----------------------------------------------- | ----------------------------------------------- | ----------------------------------------------- | ----------------------------------------------- | ----------------------------------------------- | ----------------------------------------------- | ----------------------------------------------- | ----------------------------------------------- | ----------------------------------------------- |
| 1                                               | 17.10.2018                                      | @ Detroit Pistons                               | P 100-103                                       | LeVert (27)                                     | Allen (10)                                      | Dinwiddie (6)                                   | Little Caesars Arena (20.332)                   | 0-1                                             |
| 2                                               | 19.10.2018                                      | N.Y. Knicks                                     | V 107-105                                       | LeVert (28)                                     | Allen (11)                                      | Dinwiddie, Russell (6)                          | Barclays Center (17.732)                        | 1-1                                             |
| 3                                               | 20.10.2018                                      | @ Indiana Pacers                                | P 112-132                                       | LeVert, Harris (19)                             | Davis (8)                                       | Russell (7)                                     | Bankers Life Fieldhouse (17.007)                | 1-2                                             |
| 4                                               | 24.10.2018                                      | @ Cleveland Cavaliers                           | V 102-86                                        | Russell (18)                                    | Davis (10)                                      | Russell (8)                                     | Quicken Loans Arena (19.432)                    | 2-2                                             |
| 5                                               | 26.10.2018                                      | @ N.O. Pelicans                                 | P 115-117                                       | Russell (24)                                    | Davis (11)                                      | Dinwiddie (5)                                   | Smoothie King Center (15.272)                   | 2-3                                             |
| 6                                               | 28.10.2018                                      | G.S. Warriors                                   | P 114-120                                       | Russell (25)                                    | Davis (7)                                       | LeVert (7)                                      | Barclays Center (17.732)                        | 2-4                                             |
| 7                                               | 29.10.2018                                      | @ N.Y. Knicks                                   | P 96-115                                        | Dinwiddie (17)                                  | Hollis-Jefferson (7)                            | LeVert (5)                                      | Madison Square Garden (19.221)                  | 2-5                                             |
| 8                                               | 31.10.2018                                      | Detroit Pistons                                 | V 120-119 (OT)                                  | Dinwiddie (25)                                  | Davis (10)                                      | LeVert, Russell (6)                             | Barclays Center (12.862)                        | 3-5                                             |

#### Novembre
| Novembre 2018                                     | Novembre 2018                                     | Novembre 2018                                     | Novembre 2018                                     | Novembre 2018                                     | Novembre 2018                                     | Novembre 2018                                     | Novembre 2018                                     | Novembre 2018                                     |
| Record novembre: 5-10 (Casa: 1-7; Trasferta: 4-3) | Record novembre: 5-10 (Casa: 1-7; Trasferta: 4-3) | Record novembre: 5-10 (Casa: 1-7; Trasferta: 4-3) | Record novembre: 5-10 (Casa: 1-7; Trasferta: 4-3) | Record novembre: 5-10 (Casa: 1-7; Trasferta: 4-3) | Record novembre: 5-10 (Casa: 1-7; Trasferta: 4-3) | Record novembre: 5-10 (Casa: 1-7; Trasferta: 4-3) | Record novembre: 5-10 (Casa: 1-7; Trasferta: 4-3) | Record novembre: 5-10 (Casa: 1-7; Trasferta: 4-3) |
| Partita                                           | Data                                              | Avversario                                        | Punteggio                                         | Più punti                                         | Più rimbalzi                                      | Più assist                                        | Spettatori                                        | Record                                            |
| ------------------------------------------------- | ------------------------------------------------- | ------------------------------------------------- | ------------------------------------------------- | ------------------------------------------------- | ------------------------------------------------- | ------------------------------------------------- | ------------------------------------------------- | ------------------------------------------------- |
| 9                                                 | 2.11.2018                                         | Houston Rockets                                   | P 119-111                                         | LeVert (29)                                       | Allen (8)                                         | Harris (4)                                        | Barclays Center (14.013)                          | 3-6                                               |
| 10                                                | 5.11.2018                                         | Philadelphia 76ers                                | V 122-97                                          | Hollis-Jefferson, Russell (21)                    | Allen (10)                                        | Dinwiddie (8)                                     | Barclays Center (12.826)                          | 4-6                                               |
| 11                                                | 6.11.2018                                         | @ Phoenix Suns                                    | V 104-82                                          | LeVert (26)                                       | Davis (12)                                        | Allen, Napier (5)                                 | Talking Stick Resort Arena (14.205)               | 5-6                                               |
| 12                                                | 9.11.2018                                         | @ Denver Nuggets                                  | V 112-110                                         | Russell (23)                                      | Allen (9)                                         | Dinwiddie (6)                                     | Pepsi Center (19.520)                             | 6-6                                               |
| 13                                                | 10.11.2018                                        | @ G.S. Warriors                                   | P 100-116                                         | Harris (29)                                       | Allen, Davis (8)                                  | Dinwiddie (4)                                     | Oracle Arena (19.596)                             | 6-7                                               |
| 14                                                | 12.11.2018                                        | @ Minnesota T'wolves                              | P 113-120                                         | Russell (31)                                      | Davis (14)                                        | Russell (6)                                       | Target Center (10.186)                            | 6-8                                               |
| 15                                                | 14.11.2018                                        | Miami Heat                                        | P 107-120                                         | Dinwiddie (18)                                    | Davis, Hollis-Jefferson (9)                       | Dinwiddie, Russell (5)                            | Barclays Center (13.317)                          | 6-9                                               |
| 16                                                | 16.11.2018                                        | @ Wash. Wizards                                   | V 115-104                                         | Dinwiddie (25)                                    | Allen (12)                                        | Dinwiddie (8)                                     | Capital One Arena (15.102)                        | 7-9                                               |
| 17                                                | 17.11.2018                                        | L.A. Clippers                                     | P 119-127                                         | Allen (24)                                        | Allen, Davis (11)                                 | Russell (10)                                      | Barclays Center (12.944)                          | 7-10                                              |
| 18                                                | 20.11.2018                                        | @ Miami Heat                                      | V 104-92                                          | Russell (20)                                      | Allen (14)                                        | Dinwiddie (7)                                     | American Airlines Arena (19.600)                  | 8-10                                              |
| 19                                                | 21.11.2018                                        | @ Dallas Mavericks                                | P 113-119                                         | Crabbe (27)                                       | Davis (9)                                         | Dinwiddie (7)                                     | American Airlines Center (19.926)                 | 8-11                                              |
| 20                                                | 23.11.2018                                        | Minnesota T'wolves                                | P 102-112                                         | Dinwiddie, Harris (18)                            | Carroll (7)                                       | Dinwiddie (8)                                     | Barclays Center (12.814)                          | 8-12                                              |
| 21                                                | 25.11.2018                                        | Philadelphia 76ers                                | P 125-127                                         | Russell (38)                                      | Allen (10)                                        | Russell (8)                                       | Barclays Center (15.217)                          | 8-13                                              |
| 22                                                | 28.11.2018                                        | Utah Jazz                                         | P 91-101                                          | Dinwiddie (18)                                    | Hollis-Jefferson (11)                             | Russell (7)                                       | Barclays Center (12.928)                          | 8-14                                              |
| 23                                                | 30.11.2018                                        | Memphis Grizzlies                                 | P 125-131 (2OT)                                   | Russell (26)                                      | Allen, Carroll (12)                               | Russell (8)                                       | Barclays Center (12.983)                          | 8-15                                              |

#### Dicembre
| Dicembre 2018                                    | Dicembre 2018                                    | Dicembre 2018                                    | Dicembre 2018                                    | Dicembre 2018                                    | Dicembre 2018                                    | Dicembre 2018                                    | Dicembre 2018                                    | Dicembre 2018                                    |
| Record dicembre: 9-6 (Casa: 6-3; Trasferta: 3-3) | Record dicembre: 9-6 (Casa: 6-3; Trasferta: 3-3) | Record dicembre: 9-6 (Casa: 6-3; Trasferta: 3-3) | Record dicembre: 9-6 (Casa: 6-3; Trasferta: 3-3) | Record dicembre: 9-6 (Casa: 6-3; Trasferta: 3-3) | Record dicembre: 9-6 (Casa: 6-3; Trasferta: 3-3) | Record dicembre: 9-6 (Casa: 6-3; Trasferta: 3-3) | Record dicembre: 9-6 (Casa: 6-3; Trasferta: 3-3) | Record dicembre: 9-6 (Casa: 6-3; Trasferta: 3-3) |
| Partita                                          | Data                                             | Avversario                                       | Punteggio                                        | Più punti                                        | Più rimbalzi                                     | Più assist                                       | Spettatori                                       | Record                                           |
| ------------------------------------------------ | ------------------------------------------------ | ------------------------------------------------ | ------------------------------------------------ | ------------------------------------------------ | ------------------------------------------------ | ------------------------------------------------ | ------------------------------------------------ | ------------------------------------------------ |
| 24                                               | 1.12.2018                                        | @ Wash. Wizards                                  | P 88-102                                         | Crabbe (14)                                      | Allen, Hollis-Jefferson (8)                      | Dinwiddie (8)                                    | Capital One Arena (15.448)                       | 8-16                                             |
| 25                                               | 3.12.2018                                        | Cleveland Cavaliers                              | P 97-99                                          | Russell (30)                                     | Davis (10)                                       | Russell (6)                                      | Barclays Center (10.983)                         | 8-17                                             |
| 26                                               | 5.12.2018                                        | Oklahoma Thunder                                 | P 112-114                                        | Crabbe (22)                                      | Hollis-Jefferson (9)                             | Hollis-Jefferson (6)                             | Barclays Center (13.161)                         | 8-18                                             |
| 27                                               | 7.12.2018                                        | Toronto Raptors                                  | V 106-105 (OT)                                   | Russell (29)                                     | Davis (15)                                       | Dinwiddie (8)                                    | Barclays Center (14.035)                         | 9-18                                             |
| 28                                               | 8.12.2018                                        | @ N.Y. Knicks                                    | V 112-104                                        | Dinwiddie (25)                                   | Allen (12)                                       | Russell (11)                                     | Madison Square Garden (18.662)                   | 10-18                                            |
| 29                                               | 12.12.2018                                       | @ Philadelphia 76ers                             | V 127-124                                        | Dinwiddie (39)                                   | Davis (10)                                       | Russell (7)                                      | Wells Fargo Center (20.376)                      | 11-18                                            |
| 30                                               | 14.12.2018                                       | Wash. Wizards                                    | V 125-118                                        | Dinwiddie (27)                                   | Hollis-Jefferson (9)                             | Russell (9)                                      | Barclays Center (13.232)                         | 12-18                                            |
| 31                                               | 16.12.2018                                       | Atlanta Hawks                                    | V 144-127                                        | Russell (32)                                     | Davis (10)                                       | Russell (7)                                      | Barclays Center (13.995)                         | 13-18                                            |
| 32                                               | 18.12.2018                                       | L.A. Lakers                                      | V 115-110                                        | Russell (22)                                     | Allen, Hollis-Jefferson (8)                      | Russell (13)                                     | Barclays Center (17.732)                         | 14-18                                            |
| 33                                               | 19.12.2018                                       | @ Chicago Bulls                                  | V 96-93                                          | Dinwiddie (27)                                   | Allen (12)                                       | Harris (4)                                       | United Center (18.065)                           | 15-18                                            |
| 34                                               | 21.12.2018                                       | Indiana Pacers                                   | P 106-114                                        | Kurucs (24)                                      | Davis (10)                                       | Dinwiddie, Russell (9)                           | Barclays Center (13.302)                         | 15-19                                            |
| 35                                               | 23.12.2018                                       | Phoenix Suns                                     | V 111-103                                        | Dinwiddie (24)                                   | Kurucs (10)                                      | Russell (8)                                      | Barclays Center (15.310)                         | 16-19                                            |
| 36                                               | 26.12.2018                                       | Charlotte Hornets                                | V 134-132                                        | Dinwiddie (37)                                   | Hollis-Jefferson (15)                            | Dinwiddie (11)                                   | Barclays Center (14.309)                         | 17-19                                            |
| 37                                               | 28.12.2018                                       | @ Charlotte Hornets                              | P 87-100                                         | Russell (33)                                     | Davis (11)                                       | Dinwiddie (5)                                    | Spectrum Center (19.411)                         | 17-20                                            |
| 38                                               | 29.12.2018                                       | @ Milwaukee Bucks                                | P 115-129                                        | Napier (32)                                      | Faried (10)                                      | Napier (7)                                       | Fiserv Forum (17.918)                            | 17-21                                            |

#### Gennaio
| Gennaio 2019                                     | Gennaio 2019                                     | Gennaio 2019                                     | Gennaio 2019                                     | Gennaio 2019                                     | Gennaio 2019                                     | Gennaio 2019                                     | Gennaio 2019                                     | Gennaio 2019                                     |
| Record gennaio: 11-4 (Casa: 7-0; Trasferta: 4-4) | Record gennaio: 11-4 (Casa: 7-0; Trasferta: 4-4) | Record gennaio: 11-4 (Casa: 7-0; Trasferta: 4-4) | Record gennaio: 11-4 (Casa: 7-0; Trasferta: 4-4) | Record gennaio: 11-4 (Casa: 7-0; Trasferta: 4-4) | Record gennaio: 11-4 (Casa: 7-0; Trasferta: 4-4) | Record gennaio: 11-4 (Casa: 7-0; Trasferta: 4-4) | Record gennaio: 11-4 (Casa: 7-0; Trasferta: 4-4) | Record gennaio: 11-4 (Casa: 7-0; Trasferta: 4-4) |
| Partita                                          | Data                                             | Avversario                                       | Punteggio                                        | Più punti                                        | Più rimbalzi                                     | Più assist                                       | Spettatori                                       | Record                                           |
| ------------------------------------------------ | ------------------------------------------------ | ------------------------------------------------ | ------------------------------------------------ | ------------------------------------------------ | ------------------------------------------------ | ------------------------------------------------ | ------------------------------------------------ | ------------------------------------------------ |
| 39                                               | 2.1.2019                                         | N.O. Pelicans                                    | V 126-121                                        | Russell (22)                                     | Davis (13)                                       | Russell (11)                                     | Barclays Center (16.890)                         | 18-21                                            |
| 40                                               | 4.1.2019                                         | @ Memphis Grizzlies                              | V 109-100                                        | Russell (23)                                     | Allen (12)                                       | Russell (10)                                     | FedExForum (16.683)                              | 19-21                                            |
| 41                                               | 6.1.2019                                         | @ Chicago Bulls                                  | V 117-100                                        | Russell (28)                                     | Davis (13)                                       | Dinwiddie, Russell (5)                           | United Center (19.265)                           | 20-21                                            |
| 42                                               | 7.1.2019                                         | @ Boston Celtics                                 | P 95-116                                         | Kurucs (24)                                      | Faried (12)                                      | Napier                                           | TD Garden (18.624)                               | 20-22                                            |
| 43                                               | 9.1.2019                                         | Atlanta Hawks                                    | V 116-100                                        | Russell (23)                                     | Davis (16)                                       | Dinwiddie (5)                                    | Barclays Center (14.531)                         | 21-22                                            |
| 44                                               | 11.1.2019                                        | @ Toronto Raptors                                | P 105-122                                        | Russell (24)                                     | Allen (12)                                       | Russell (9)                                      | Scotiabank Arena (19.800)                        | 21-23                                            |
| 45                                               | 14.1.2019                                        | Boston Celtics                                   | V 109-102                                        | Russell (34)                                     | Carroll (14)                                     | Russell (7)                                      | Barclays Center (16.247)                         | 22-23                                            |
| 46                                               | 16.1.2019                                        | @ Houston Rockets                                | V 145-142 (OT)                                   | Dinwiddie (33)                                   | Allen (24)                                       | Dinwiddie (10)                                   | Toyota Center (18.055)                           | 23-23                                            |
| 47                                               | 18.1.2019                                        | @ Orlando Magic                                  | V 117-115                                        | Russell (40)                                     | Allen (10)                                       | Russell (7)                                      | Amway Center (17.840)                            | 24-23                                            |
| 48                                               | 21.1.2019                                        | Sacramento Kings                                 | V 123-94                                         | Russell (31)                                     | Davis (16)                                       | Russell (8)                                      | Barclays Center (14.223)                         | 25-23                                            |
| 49                                               | 23.1.2019                                        | Orlando Magic                                    | V 114-110                                        | Dinwiddie (29)                                   | Allen (11)                                       | Russell (10)                                     | Barclays Center (13.185)                         | 26-23                                            |
| 50                                               | 25.1.2019                                        | N.Y. Knicks                                      | V 109-99                                         | Pinson (19)                                      | Davis (16)                                       | Russell (4)                                      | Barclays Center (17.033)                         | 27-23                                            |
| 51                                               | 28.1.2019                                        | @ Boston Celtics                                 | P 104-112                                        | Russell (25)                                     | Davis (11)                                       | Napier (5)                                       | TD Garden (18.624)                               | 27-24                                            |
| 52                                               | 29.1.2019                                        | Chicago Bulls                                    | V 122-117                                        | Russell (30)                                     | Allen (8)                                        | Russell (7)                                      | Barclays Center (12.726)                         | 28-24                                            |
| 53                                               | 31.1.2019                                        | @ San Antonio Spurs                              | P 114-117                                        | Russell (25)                                     | Davis (11)                                       | Russell (9)                                      | AT&T Center (18.057)                             | 28-25                                            |

#### Febbraio
| Febbraio 2019                                    | Febbraio 2019                                    | Febbraio 2019                                    | Febbraio 2019                                    | Febbraio 2019                                    | Febbraio 2019                                    | Febbraio 2019                                    | Febbraio 2019                                    | Febbraio 2019                                    |
| Record febbraio: 4-6 (Casa: 2-4; Trasferta: 2-2) | Record febbraio: 4-6 (Casa: 2-4; Trasferta: 2-2) | Record febbraio: 4-6 (Casa: 2-4; Trasferta: 2-2) | Record febbraio: 4-6 (Casa: 2-4; Trasferta: 2-2) | Record febbraio: 4-6 (Casa: 2-4; Trasferta: 2-2) | Record febbraio: 4-6 (Casa: 2-4; Trasferta: 2-2) | Record febbraio: 4-6 (Casa: 2-4; Trasferta: 2-2) | Record febbraio: 4-6 (Casa: 2-4; Trasferta: 2-2) | Record febbraio: 4-6 (Casa: 2-4; Trasferta: 2-2) |
| Partita                                          | Data                                             | Avversario                                       | Punteggio                                        | Più punti                                        | Più rimbalzi                                     | Più assist                                       | Spettatori                                       | Record                                           |
| ------------------------------------------------ | ------------------------------------------------ | ------------------------------------------------ | ------------------------------------------------ | ------------------------------------------------ | ------------------------------------------------ | ------------------------------------------------ | ------------------------------------------------ | ------------------------------------------------ |
| 54                                               | 2.2.2019                                         | @ Orlando Magic                                  | P 89-102                                         | Russell (23)                                     | Davis (16)                                       | Russell (6)                                      | Amway Center (17.385)                            | 28-26                                            |
| 55                                               | 4.2.2019                                         | Milwaukee Bucks                                  | P 94-113                                         | Russell (18)                                     | Allen (11)                                       | Russell (5)                                      | Barclays Center (16.209)                         | 28-27                                            |
| 56                                               | 6.2.2019                                         | Denver Nuggets                                   | V 135-130                                        | Russell (27)                                     | Carroll (10)                                     | Russell, Napier (11)                             | Barclays Center (14.516)                         | 29-27                                            |
| 57                                               | 8.2.2019                                         | Chicago Bulls                                    | P 106-125                                        | Russell (23)                                     | Allen (10)                                       | Russell (6)                                      | Barclays Center (15.267)                         | 29-28                                            |
| 58                                               | 11.2.2019                                        | @ Toronto Raptors                                | P 125-127                                        | Russell (28)                                     | Russell (7)                                      | Russell (14)                                     | Scotiabank Arena (19.800)                        | 29-29                                            |
| 59                                               | 13.2.2019                                        | @ Cleveland Cavaliers                            | V 148-139 (3OT)                                  | Russell (36)                                     | Allen (12)                                       | LeVert (9)                                       | Quicken Loans Arena (17.434)                     | 30-29                                            |
| Pausa All-Star Weekend                           |                                                  |                                                  |                                                  |                                                  |                                                  |                                                  |                                                  |                                                  |
| 60                                               | 21.2.2019                                        | Portland T. Blazers                              | P 99-113                                         | Crabbe (17)                                      | Allen (11)                                       | Napier (10)                                      | Barclays Center (17.732)                         | 30-30                                            |
| 61                                               | 23.2.2019                                        | @ Charlotte Hornets                              | V 117-115                                        | Russell (40)                                     | Allen (11)                                       | Russell (7)                                      | Spectrum Center (19.158)                         | 31-30                                            |
| 62                                               | 25.2.2019                                        | San Antonio Spurs                                | V 101-85                                         | Russell (23)                                     | Carroll (12)                                     | Russell (8)                                      | Barclays Center (13.479)                         | 32-30                                            |
| 63                                               | 27.2.2019                                        | Wash. Wizards                                    | P 116-125                                        | Russell (28)                                     | Graham (7)                                       | Russell (7)                                      | Barclays Center (13.683)                         | 32-31                                            |

#### Marzo
| Marzo 2019                                    | Marzo 2019                                    | Marzo 2019                                    | Marzo 2019                                    | Marzo 2019                                    | Marzo 2019                                    | Marzo 2019                                    | Marzo 2019                                    | Marzo 2019                                    |
| Record marzo: 7-7 (Casa: 4-1; Trasferta: 3-6) | Record marzo: 7-7 (Casa: 4-1; Trasferta: 3-6) | Record marzo: 7-7 (Casa: 4-1; Trasferta: 3-6) | Record marzo: 7-7 (Casa: 4-1; Trasferta: 3-6) | Record marzo: 7-7 (Casa: 4-1; Trasferta: 3-6) | Record marzo: 7-7 (Casa: 4-1; Trasferta: 3-6) | Record marzo: 7-7 (Casa: 4-1; Trasferta: 3-6) | Record marzo: 7-7 (Casa: 4-1; Trasferta: 3-6) | Record marzo: 7-7 (Casa: 4-1; Trasferta: 3-6) |
| Partita                                       | Data                                          | Avversario                                    | Punteggio                                     | Più punti                                     | Più rimbalzi                                  | Più assist                                    | Spettatori                                    | Record                                        |
| --------------------------------------------- | --------------------------------------------- | --------------------------------------------- | --------------------------------------------- | --------------------------------------------- | --------------------------------------------- | --------------------------------------------- | --------------------------------------------- | --------------------------------------------- |
| 64                                            | 1.3.2019                                      | Charlotte Hornets                             | P 112-123                                     | Russell (22)                                  | Harris, LeVert (7)                            | Russell (9)                                   | Barclays Center (15.578)                      | 32-32                                         |
| 65                                            | 2.3.2019                                      | @ Miami Heat                                  | P 88-117                                      | Harris (15)                                   | Kurucs (7)                                    | Russell (8)                                   | American Airlines Arena (19.600)              | 32-33                                         |
| 66                                            | 4.3.2019                                      | Dallas Mavericks                              | V 127-88                                      | Carroll (22)                                  | Davis (10)                                    | Russell (11)                                  | Barclays Center (17.064)                      | 33-33                                         |
| 67                                            | 6.3.2019                                      | Cleveland Cavaliers                           | V 113-107                                     | Dinwiddie (28)                                | Davis (12)                                    | Dinwiddie, Russell (5)                        | Barclays Center (14.177)                      | 34-33                                         |
| 68                                            | 9.3.2019                                      | @ Atlanta Hawks                               | V 114-112                                     | Dinwiddie (23)                                | Allen (12)                                    | Dinwiddie (7)                                 | State Farm Arena (16.527)                     | 35-33                                         |
| 69                                            | 11.3.2019                                     | Detroit Pistons                               | V 103-75                                      | Dinwiddie (19)                                | Crabbe (10)                                   | Russell (7)                                   | Barclays Center (17.732)                      | 36-33                                         |
| 70                                            | 13.3.2019                                     | @ Oklahoma Thunder                            | P 96-108                                      | Dinwiddie (25)                                | Davis (11)                                    | Russell (7)                                   | Chesapeake Energy Arena (18.203)              | 36-34                                         |
| 71                                            | 16.3.2019                                     | @ Utah Jazz                                   | P 98-114                                      | Dinwiddie (22)                                | Davis (11)                                    | LeVert, Russell (4)                           | Vivint Smart Home Arena (18.306)              | 36-35                                         |
| 72                                            | 17.3.2019                                     | @ L.A. Clippers                               | P 116-119                                     | Russell (32)                                  | Allen (11)                                    | Russell (10)                                  | Staples Center (17.247)                       | 36-36                                         |
| 73                                            | 19.3.2019                                     | @ Sacramento Kings                            | V 123-121                                     | Russell (44)                                  | Allen (7)                                     | Russell (12)                                  | Golden 1 Center (17.583)                      | 37-36                                         |
| 74                                            | 22.3.2019                                     | @ L.A. Lakers                                 | V 111-106                                     | Harris (26)                                   | Davis (15)                                    | Russell (13)                                  | Staples Center (18.997)                       | 38-36                                         |
| 75                                            | 25.3.2019                                     | @ Portland T. Blazers                         | P 144-148 (2OT)                               | Russell (39)                                  | Davis (14)                                    | Russell (8)                                   | Moda Center (20.188)                          | 38-37                                         |
| 76                                            | 28.3.2019                                     | @ Philadelphia 76ers                          | P 110-123                                     | Harris (22)                                   | Hollis-Jefferson (10)                         | Russell (8)                                   | Wells Fargo Center (20.547)                   | 38-38                                         |
| 77                                            | 30.3.2019                                     | Boston Celtics                                | V 110-96                                      | Russell (29)                                  | Harris (8)                                    | Russell (10)                                  | Barclays Center (17.732)                      | 39-38                                         |

#### Aprile
| Aprile 2019                                    | Aprile 2019                                    | Aprile 2019                                    | Aprile 2019                                    | Aprile 2019                                    | Aprile 2019                                    | Aprile 2019                                    | Aprile 2019                                    | Aprile 2019                                    |
| Record aprile: 3-2 (Casa: 1-2; Trasferta: 2-0) | Record aprile: 3-2 (Casa: 1-2; Trasferta: 2-0) | Record aprile: 3-2 (Casa: 1-2; Trasferta: 2-0) | Record aprile: 3-2 (Casa: 1-2; Trasferta: 2-0) | Record aprile: 3-2 (Casa: 1-2; Trasferta: 2-0) | Record aprile: 3-2 (Casa: 1-2; Trasferta: 2-0) | Record aprile: 3-2 (Casa: 1-2; Trasferta: 2-0) | Record aprile: 3-2 (Casa: 1-2; Trasferta: 2-0) | Record aprile: 3-2 (Casa: 1-2; Trasferta: 2-0) |
| Partita                                        | Data                                           | Avversario                                     | Punteggio                                      | Più punti                                      | Più rimbalzi                                   | Più assist                                     | Spettatori                                     | Record                                         |
| ---------------------------------------------- | ---------------------------------------------- | ---------------------------------------------- | ---------------------------------------------- | ---------------------------------------------- | ---------------------------------------------- | ---------------------------------------------- | ---------------------------------------------- | ---------------------------------------------- |
| 78                                             | 1.4.2019                                       | Milwaukee Bucks                                | P 121-131                                      | Russell (28)                                   | Davis (14)                                     | LeVert (6)                                     | Barclays Center (17.732)                       | 39-39                                          |
| 79                                             | 3.4.2019                                       | Toronto Raptors                                | P 121-131                                      | Russell (27)                                   | Allen (9)                                      | Russell (6)                                    | Barclays Center (17.732)                       | 39-40                                          |
| 80                                             | 6.4.2019                                       | @ Milwaukee Bucks                              | V 133-128                                      | Russell (25)                                   | Harris (7)                                     | Russell (10)                                   | Fiserv Forum (18.116)                          | 40-40                                          |
| 81                                             | 7.4.2019                                       | @ Indiana Pacers                               | V 108-96                                       | Russell (20)                                   | Harris (8)                                     | Dinwiddie, Russell (6)                         | Bankers Life Fieldhouse (16.197)               | 41-40                                          |
| 82                                             | 10.4.2019                                      | Miami Heat                                     | V 113-94                                       | Russell (21)                                   | Harris (14)                                    | Dinwiddie, Napier, Russell (5)                 | Barclays Center (17.732)                       | 42-40                                          |

### Playoff

#### Primo turno

##### (6) Brooklyn Nets – (3) Philadelphia 76ers
| Playoffs 2019                                       | Playoffs 2019                                       | Playoffs 2019                                       | Playoffs 2019                                       | Playoffs 2019                                       | Playoffs 2019                                       | Playoffs 2019                                       | Playoffs 2019                                       | Playoffs 2019                                       |
| Record primo turno: 1-4 (Casa: 0-2; Trasferta: 1-2) | Record primo turno: 1-4 (Casa: 0-2; Trasferta: 1-2) | Record primo turno: 1-4 (Casa: 0-2; Trasferta: 1-2) | Record primo turno: 1-4 (Casa: 0-2; Trasferta: 1-2) | Record primo turno: 1-4 (Casa: 0-2; Trasferta: 1-2) | Record primo turno: 1-4 (Casa: 0-2; Trasferta: 1-2) | Record primo turno: 1-4 (Casa: 0-2; Trasferta: 1-2) | Record primo turno: 1-4 (Casa: 0-2; Trasferta: 1-2) | Record primo turno: 1-4 (Casa: 0-2; Trasferta: 1-2) |
| Partita                                             | Data                                                | Avversario                                          | Punteggio                                           | Più punti                                           | Più rimbalzi                                        | Più assist                                          | Spettatori                                          | Serie                                               |
| --------------------------------------------------- | --------------------------------------------------- | --------------------------------------------------- | --------------------------------------------------- | --------------------------------------------------- | --------------------------------------------------- | --------------------------------------------------- | --------------------------------------------------- | --------------------------------------------------- |
| 1                                                   | 13.4.2019                                           | @ Philadelphia 76ers                                | V 111-102                                           | Russell (26)                                        | Davis (16)                                          | Dudley, Russell (4)                                 | Wells Fargo Center (20.437)                         | 1-0                                                 |
| 2                                                   | 15.4.2019                                           | @ Philadelphia 76ers                                | P 123-145                                           | Dinwiddie (19)                                      | Allen (6)                                           | Allen (4)                                           | Wells Fargo Center (20.591)                         | 1-1                                                 |
| 3                                                   | 18.4.2019                                           | Philadelphia 76ers                                  | P 115-131                                           | LeVert, Russell (26)                                | LeVert (7)                                          | Hollis-Jefferson, Russell (3)                       | Barclays Center (17.732)                            | 1-2                                                 |
| 4                                                   | 20.4.2019                                           | Philadelphia 76ers                                  | P 108-112                                           | LeVert (25)                                         | Allen (8)                                           | LeVert, Russell (6)                                 | Barclays Center (17.732)                            | 1-3                                                 |
| 5                                                   | 23.4.2019                                           | @ Philadelphia 76ers                                | P 100-122                                           | Hollis-Jefferson (21)                               | Allen (9)                                           | Napier (10)                                         | Wells Fargo Center (20.595)                         | 1-4                                                 |